# スーラ川の戦い
スーラ川の戦い（ロシア語: Битва на реке Суле）は、1107年にキエフ・ルーシ軍とポロヴェツ族軍との間で行われた戦闘である。戦闘は、キエフ大公スヴャトポルク率いるルーシ軍が勝利した。また、11世紀半ばから始まったポロヴェツ族との戦闘のうち、ポロヴェツ族による最後の大規模なルーシへの侵攻戦となった。
11世紀半ばには、ルーシ軍はしばしばポロヴェツ軍に敗北していたが、スーラ川の戦いに先立つ1103年のステニ川の戦い（キエフ大公スヴャトポルク指揮）、また1106年の小規模な戦闘（トィシャツキー・ヤン指揮）において、ポロヴェツ軍に勝利していた。
1107年5月、ポロヴェツ族長ボニャークがペレヤスラヴリを襲撃・略奪し、スーラ川左岸のルブヌィ付近に滞陣した。ポロヴェツ族長シャルカンもまた帯同した。これに対し、キエフ大公スヴャトポルク、ノヴゴロド・セヴェルスキー公オレグ、ペレヤスラヴリ公ウラジーミル・モノマフらが軍を率いて進撃した。年代記は戦いの経過を記していないが、結果としては、ルーシ軍がスーラ川を渡り、敗走するポロヴェツ軍を追撃し、戦果を挙げた。ポロヴェツ族長ボニャーク、シャルカンは退却に成功したが、ボニャークの兄弟のタズ(ru)は戦死し、スグル(ru)は捕縛された。
スーラ川の戦いののち、ペレヤスラヴリ公ウラジーミル・モノマフの子ユーリー（後のスーズダリ公ユーリー・ドルゴルーキー）はポロヴェツ族長アエパの娘と、ノヴゴロド・セヴェルスキー公オレグの子スヴャトスラフは、おそらくポロヴェツ族長オセルクの娘をそれぞれ妻に迎えている。しかし、以降も、ルーシ軍とポロヴェツ軍との間には戦闘が繰り広げられることとなる。